# Американски лос
Американският лос (Alces americanus) е вид бозайник от семейство Еленови (Cervidae).  Това е северноамериканският братовчед на европейския лос. Дълго време родът Alces е смятан за монотипен, но последните проучвания показват, че северноамериканските и евразийските популации са два различни вида. Видът е незастрашен от изчезване.

## Разпространение
Разпространен е в Канада, Китай, Монголия, Русия и САЩ.

## Описание
На дължина достигат до 2,1 m, а теглото им е около 541,5 kg.
Продължителността им на живот е около 25 години. Популацията им е стабилна.